# アーチー・スコット＝ブラウン
アーチー・スコット＝ブラウン（William Archibald Scott-Brown、1927年5月13日 - 1958年5月19日、満31歳没）はイギリス（スコットランド）のレーシングドライバーである。

## 人物紹介
右腕が無いというハンディを抱えていたが、リスターのドライバーとして主にスポーツカー・レースで成功を収め「隻腕の名手」として知られた。そのドライビングスタイルは、非常に豪快だったという。

### 生涯・経歴
母の妊娠中の風疹により、右腕は生まれつき無く、また右足にも障害を抱えていた。父はその障害を少しでも軽減させようと、自作の小さな車椅子を幼いアーチーに贈り、そのことがレースに興味を持つきっかけとなった。
1951年、僅かな遺産で購入したMGロードスターを使用し、レースキャリアをスタート。名が知られるようになった頃には、既にリスターとの関係が出来ていた。最終的に、生涯71勝を挙げているが、このうち15勝は国際舞台でのものだった。
また1956年には、コンノートから第6戦イギリスGPにてF1にスポット参戦（予選10位、決勝リタイア）。最終戦イタリアGPへの参戦も企図したが、その障害を理由に許可が下りず、結局F1参戦は1度に留まった。

### 事故死
1958年5月18日、ベルギーのスパ・フランコルシャンで行われたグランプリ・オートモビル・デ・スパ決勝において、高速コーナーでコースを飛び出し、樹木に激突。この際頭部に致命傷を負い、またマシンからの出火で火傷も負ってしまう。
翌5月19日、病院で死去。31歳の誕生日を迎えてから、1週間も経っていなかった。

## F1での年度別成績
(key)
| 年     | 所属チーム | シャシー | エンジン         | 1   | 2   | 3   | 4   | 5   | 6       | 7   | 8   | WDC | ポイント |
| ------ | ---------- | -------- | ---------------- | --- | --- | --- | --- | --- | ------- | --- | --- | --- | -------- |
| 1956年 | コンノート | B        | アルタ GP 2.5 L4 | ARG | MON | 500 | BEL | FRA | GBR Ret | GER | ITA | NC  | 0        |